# Brian Ortega
Brian Martín Ortega (San Pedro, Los Ángeles, 21 de febrero de 1991) es un artista marcial mixto estadounidense de ascendencia mexicana. Actualmente compite en la categoría de peso pluma en Ultimate Fighting Championship (UFC). Desde el 1 de octubre de 2024, está en la posición #6 del ranking de peso pluma de UFC.

## Primeros años
Brian Ortega, nació en Los Ángeles, California, siendo hijo de padres mexicanos originarios de Hermosillo, Sonora.

## Carrera de artes marciales mixtas

### Inicios
Cuando Ortega tenía 17 años, conoció al entrenador de boxeo James Luhrsen, quien lo ayudó a desarrollar sus habilidades de golpeo. Ortega comenzó su carrera compitiendo en promociones regionales exclusivamente en el sur de California. Ganó su primer campeonato pro MMA contra Carlos Garcés en una pelea de cinco asaltos por decisión unánime, convirtiéndose en el campeón de peso pluma de Respect In The Cage.
Ortega compiló un récord invicto de 8-0 antes de firmar con el UFC en abril de 2014. Él atribuyó su éxito al apoyo y amor de James Luhrsen y Rener Gracie.

### Ultimate Fighting Championship

#### 2014
Se esperaba que Ortega hiciera su debut contra Diego Brandao el 31 de mayo de 2014, en The Ultimate Fighter Brazil 3 Finale. Sin embargo, Brandao se retiró de la pelea en los días previos al evento por una lesión. Debido al poco tiempo que quedaba, los funcionarios no trataron de encontrar un reemplazo y Ortega también fue retirado de la cartelera.
Eventualmente, Ortega hizo su debut el 26 de julio de 2014 en el UFC on Fox 12 contra Mike De La Torre. Originalmente, ganó la pelea por sumisión en la primera ronda, pero el resultado fue cambiado a "Sin Resultado" después de que Ortega diera positivo por drostanolona tras un cribado después de la pelea. Posteriormente, Ortega recibió una multa de $ 2,500 y fue suspendido por nueve meses.

#### 2015
Ortega se enfrentó a Thiago Tavares el 6 de junio de 2015, en UFC Fight Night 68. Ganó la pelea a través de TKO en la tercera ronda. Ambos participantes recibieron el premio a Pelea de la Noche.

#### 2016
Ortega peleó contra Diego Brandão, que es cinturón negro de segundo grado en el jiu-jitsu brasileño, el 2 de enero de 2016, en el UFC 195. Después de estar en desventaja ante el golpe de Diego en las primeras dos rondas, Ortega se recuperó y ganó a través de sumisión en la tercera ronda.
En UFC 199 el 4 de junio de 2016, Ortega derrotó a Clay Guida por KO en la tercera ronda. Después de ganar la primera ronda, Guida ganó la segunda ronda y parecía tener la tercera victoria hasta que Ortega se recuperó y ganó con un rodillazo volador cerca del final de la ronda.

#### 2017
Ortega se enfrentó a Renato Moicano el 29 de julio de 2017 en el UFC 214. Ganó la pelea a través de sumisión en la tercera ronda, mientras que ambos peleadores recibieron el premio Pelea de la Noche.
Ortega luchó contra Cub Swanson el 9 de diciembre de 2017, en UFC Fight Night 123. Salió victorioso en la pelea, ganando en la segunda ronda por sumisión. La finalización puso la racha de Ortega en cinco peleas seguidas ganadas con un final, que en ese momento era la segunda racha más larga en la UFC. La victoria también le valió los premios Pelea de la Noche y Actuación de la Noche.

#### 2018
Ortega se enfrentó a Frankie Edgar el 3 de marzo de 2018 en el UFC 222. Ganó la pelea por nocaut en la primera ronda convirtiéndose en el primer hombre en finalizar a Edgar en toda su carrera de artes marciales mixtas. Esta victoria le valió el premio a la Actuación de la Noche. Además, después del combate, Dana White anunció que Ortega tendría su combate por el Campeonato de Peso Pluma de UFC tan pronto como el campeón Holloway se recuperara de su lesión.
La pelea contra Max Holloway finalmente tuvo lugar el 8 de diciembre de 2018 en el evento principal de UFC 231. Perdió la pelea por TKO tras la parada de los médicos al final de la cuarta ronda. Tras el combate, recibió el premio a la Pelea de la Noche.

#### 2021
Ortega se enfrentó a Alexander Volkanovski el 25 de septiembre de 2021 en UFC 266 por el Campeonato de Peso Pluma de la UFC. Perdió el combate por decisión unánime. Este combate le valió el premio a la Pelea de la Noche.

#### 2022
Ortega enfrentó a Yair Rodríguez el 16 de julio de 2022, en UFC on ABC 3. Perdió la pelea por TKO en el primer asalto luego de que sufriera una dislocación de hombro que lo dejó incapaz de continuar.

#### 2024
Ortega enfrentó a Yair Rodríguez el 24 de febrero de 2024, en UFC Fight Night 237. Ganó la pelea por sumisión en el tercer asalto. Esta victoria lo hizo merecedor de su tercer premio de Actuación de la Noche.
Ortega estaba programado para enfrentar a Diego Lopes en una pelea de peso ligero el 29 de junio de 2024, en UFC 303. La pelea estaba programada originalmente en peso pluma, pero se cambió un día antes del evento debido a problemas de corte de peso por parte de Ortega. Posteriormente, el día del evento, Ortega se retiró del combate debido a una enfermedad y fue reemplazado a último momento por Dan Ige.
Ortega enfrentó a Diego Lopes el 14 de septiembre de 2024 en UFC 306. Perdió la pelea por decisión unánime.

## Campeonatos y logros
- Ultimate Fighting Championship
  - Pelea de la Noche (Cinco veces) vs. Thiago Tavares, Renato Moicano, Cub Swanson, Max Holloway y Alexander Volkanovski
  - Actuación de la Noche (Tres veces) vs. Cub Swanson, Frankie Edgar y Yair Rodríguez

## Récord en artes marciales mixtas
| Récord profesional | Récord profesional | Récord profesional |
| 21 peleas          | 16 victorias       | 4 derrotas         |
| ------------------ | ------------------ | ------------------ |
| Nocaut             | 3                  | 2                  |
| Sumisión           | 8                  | 0                  |
| Decisión           | 5                  | 2                  |
| Sin resultado      | 1                  | 1                  |

| Resultado     | Récord   | Oponente              | Método                        | Evento                                        | Fecha                    | Ronda | Tiempo | Localización                            | Notas |
| ------------- | -------- | --------------------- | ----------------------------- | --------------------------------------------- | ------------------------ | ----- | ------ | --------------------------------------- | --- |
| Derrota       | 16–4 (1) | Diego Lopes           | Decisión (unánime)            | UFC 306                                       | 14 de septiembre de 2024 | 3     | 5:00   | Las Vegas, Nevada                       | |
| Victoria      | 16–3 (1) | Yair Rodríguez        | Sumisión (arm-triangle choke) | UFC Fight Night: Moreno vs. Royval 2          | 24 de febrero de 2024    | 3     | 0:58   | Ciudad de México                        | Actuación de la Noche.                                                                                    |
| Derrota       | 15–3 (1) | Yair Rodríguez        | TKO (lesión de hombro)        | UFC on ABC: Ortega vs. Rodríguez              | 16 de julio de 2022      | 1     | 4:11   | Elmont, Nueva York                      | |
| Derrota       | 15–2 (1) | Alexander Volkanovski | Decisión (unánime)            | UFC 266                                       | 25 de septiembre de 2021 | 5     | 5:00   | Las Vegas, Nevada                       | Por el Campeonato de Peso Pluma de UFC, Pelea de la Noche.                                                |
| Victoria      | 15–1 (1) | Chan Sung Jung        | Decisión (unánime)            | UFC Fight Night: Ortega vs. The Korean Zombie | 18 de octubre de 2020    | 5     | 5:00   | Abu Dabi                                | |
| Derrota       | 14–1 (1) | Max Holloway          | TKO (parada médica)           | UFC 231                                       | 8 de diciembre de 2018   | 4     | 5:00   | Toronto, Ontario                        | Por el Campeonato de Peso Pluma de UFC; Pelea de la Noche.                                                |
| Victoria      | 14–0 (1) | Frankie Edgar         | KO (golpe)                    | UFC 222                                       | 3 de marzo de 2018       | 1     | 4:44   | Las Vegas, Nevada                       | Actuación de la Noche.                                                                                    |
| Victoria      | 13–0 (1) | Cub Swanson           | Sumisión (guillotine choke)   | UFC Fight Night: Swanson vs. Ortega           | 9 de diciembre de 2017   | 2     | 3:22   | Fresno, California                      | Actuación de la Noche. Pelea de la Noche.                                                                 |
| Victoria      | 12–0 (1) | Renato Moicano        | Sumisión (guillotine choke)   | UFC 214                                       | 29 de julio de 2017      | 3     | 2:59   | Anaheim, California                     | Pelea de la Noche.                                                                                        |
| Victoria      | 11–0 (1) | Clay Guida            | KO (rodillazo)                | UFC 199                                       | 4 de junio de 2016       | 3     | 4:40   | Inglewood, California                   | |
| Victoria      | 10–0 (1) | Diego Brandão         | Sumisión (triangle choke)     | UFC 195                                       | 2 de enero de 2016       | 3     | 1:37   | Las Vegas, Nevada                       | |
| Victoria      | 9–0 (1)  | Thiago Tavares        | TKO (golpes)                  | UFC Fight Night: Boetsch vs. Henderson        | 6 de junio de 2015       | 3     | 4:10   | Nueva Orleans, Luisiana                 | Pelea de la Noche.                                                                                        |
| Sin resultado | 8–0 (1)  | Mike De La Torre      | Sin resultado (anulado)       | UFC on Fox: Lawler vs. Brown                  | 26 de julio de 2014      | 1     | 1:39   | San Jose, California                    | Originalmente victoria por sumisión para Ortega; cambiado después de que diera positivo por drostanolona. |
| Victoria      | 8–0      | Keoni Koch            | Decisión (dividida)           | RFA 12                                        | 24 de enero de 2014      | 5     | 5:00   | Los Ángeles, California                 | |
| Victoria      | 7–0      | Jordan Rinaldi        | Sumisión (triangle choke)     | RFA 9                                         | 6 de agosto de 2013      | 3     | 2:29   | Pomona, California                      | |
| Victoria      | 6–0      | Thomas Guimond        | Sumisión (triangle choke)     | Respect In The Cage 20                        | 4 de mayo de 2013        | 1     | 4:02   | Pomona, California, Estados Unidos      | |
| Victoria      | 5–0      | Carlos Garces         | Decisión (unánime)            | Respect In The Cage 10                        | 12 de marzo de 2011      | 5     | 5:00   | Pomona, California, Estados Unidos      | |
| Victoria      | 4–0      | Chris Mercado         | Decisión (unánime)            | Respect In The Cage 9                         | 15 de enero de 2011      | 3     | 5:00   | Pomona, California, Estados Unidos      | |
| Victoria      | 3–0      | Vincent Martinez      | Sumisión (rear naked choke)   | Respect In The Cage 5                         | 24 de julio de 2010      | 1     | 1:54   | Los Ángeles, California, Estados Unidos | |
| Victoria      | 2–0      | Brady Harrison        | Decisión (unánime)            | Gladiator Challenge: Bad Behaviour            | 27 de junio de 2010      | 3     | 5:00   | San Jacinto, California, Estados Unidos | |
| Victoria      | 1–0      | John Sassone          | Sumisión (triangle choke)     | Gladiator Challenge: Maximum Force            | 25 de abril de 2010      | 1     | 1:48   | San Jacinto, California, Estados Unidos | |